# Xinyi (Guangdong)
Pour les articles homonymes, voir Xinyi.
Xinyi (信宜 ; pinyin : Xìnyí) est une ville de la province chinoise du Guangdong. C'est une ville-district placée sous la juridiction de la ville-préfecture de Maoming.

## Démographie
La population du district était de 1 142 713 habitants en 1999. Selon un sondage récent, il y a cinq-cent mille résidents de Hong Kong et d'outre-mer affirmant que leur ville natale ancestrale est la ville de Xinyi。
Selon la Gazette de Xinyi, environ 80 % de la diaspora de Xinyi habitaient en Malaisie.

## Jumelages
- Oleksandria (Ukraine)